# الشعور القاتل (مسلسل)
الشعور القاتل، مسلسل تلفزيوني قطري. عرض في شهر رمضان في السنة الميلادية 2011. تدور أحداثه في إطار اجتماعي درامي حيث يتعرض لبعض القضايا الاجتماعية والرومانسية ففيصل (عبد العزيز جاسم) زوج لامرأتين إحداهما زوجة قوية لا يستطيع مناقشتها في أمر لها بعكس زوجته الأخرى التي يحبها، وتتوالى الأحداث في حياة فيصل محاولا التأقلم مع حياته الأولى والثانية.

## الممثلين
- عبد العزيز جاسم.
- زهرة عرفات.
- عبد الله عبد العزيز.
- محمد الحجي.
- هدى الخطيب.
- طيف.
- إيمان محمد علي.
- لمياء طارق.
- ناصر محمد.
- أحمد عفيف.
- حسن إبراهيم.
- ريم عبد الرحمن.
- سلوى الجراش.
- غادة الزدجالي.